# Peugeot Typ 92
Der Peugeot Typ 92 ist ein frühes Automodell des französischen Automobilherstellers Peugeot, von dem von 1907 bis 1908 in den Werken Audincourt und Lille 527 Exemplare produziert wurden.

## Beschreibung
Die Fahrzeuge besaßen einen Vierzylinder-Viertaktmotor, der vorne angeordnet war und über Kette die Hinterräder antrieb. Der Motor leistete bei den Modellen 92 A und 92 C aus 3635 cm³ Hubraum bzw. bei den Modellen 92 B und 92 D aus 3706 cm³ Hubraum 18 PS.
Die Modelle 92 A und 92 C hatten bei einem Radstand von 282,5 cm eine Spurbreite von 135 cm. Die Modelle 92 B und 92 D waren etwas größer, bei ihnen betrug der Radstand 310,4 cm und die Spurbreite 140 cm. Die Karosserieform Doppelphaeton bot Platz für vier Personen, der Sportwagen für zwei Personen.